# Gonzalo Téllez
Gonzalo Téllez (* um 870; † um 915) war von etwa 897 bis 915 Graf von Lantarón in der heutigen Provinz Álava und Cerezo in der heutigen Provinz Burgos; in einem Dokument aus dem Jahre 903 wird er auch als Graf von Kastilien bezeichnet.

## Geschichtlicher Hintergrund
Angesichts sich wiederholender Angriffe muslimischer Heere reorganisierte der asturische König Alfons III. (848–910) um das Jahr 900 die Herrschaft in seinem Reich und richtete vor allem im Osten mehrere Grafschaften ein, an deren Spitze er treue und fähige Personen setzte – einer davon war Gonzalo Téllez, über dessen frühere Taten nichts bekannt ist. Nach der Machtübernahme Abd ar-Rahmans III. als Herrscher von Al-Andalus im Jahre 912 verstärkten sich die Angriffe auf den Norden der Iberischen Halbinsel, wo mehrere Gebiete christlich geblieben waren. Vor allem der leonesische König García I. versuchte sich den Angriffen zu erwehren, starb aber bereits im Jahre 914.

## Biografie
Die Heimat und das väterliche Erbe von Gonzalo Téllez lagen im Herzen der heutigen Provinz Burgos bei der heutigen Gemeinde Villagonzalo Pedernales. In einer Urkunde vom 18. November 897 wird sein Name erstmals erwähnt – und zwar als Graf von Lantarón. Im Jahre 902 machten er und seine Frau Flámula eine Stiftung an das Kloster San Pedro de Cardeña. Im Jahre 903 wird er einmal als ‚Graf von Kastilien‘ bezeichnet. König García I. von León beauftragte ihn und zwei andere Grafen im Jahr 912 mit der Wiederbesiedlung (repoblación) der Gebiete bis zum Río Duero: Munio Núñez übernahm die Gegend um Roa, Gonzalo Fernández kümmerte sich um Burgos, Clunia und San Esteban de Gormaz und Gonzalo Téllez übernahm Uxama, das spätere Burgo de Osma. Im gleichen Jahr erscheinen er und seine Frau Flámula als Stifter oder als Zeugen der Gründung des Klosters San Pedro de Arlanza. Im Oktober 913 stifteten er und Flámula Ländereien an das Monasterio San Jorge, über dessen Lage nichts bekannt ist. Die letztmalige Erwähnung seiner Person stammt aus einer Urkunde vom 25. Februar 915, in der er und seine Frau eine Stiftung zugunsten des Klosters Cardeña bei Cótar, einem heutigen Vorort von Burgos, machten. Dort wurde er wahrscheinlich auch bestattet, denn seine Frau, die ihn um mehr als zehn Jahre überlebte, übertrug dem Kloster im Jahr 929 seinen Heimatort Pedernales, der jedoch inzwischen verschwunden ist.